# Julian Steward
Julian Haynes Steward (31 de janeiro de 1902 – 6 de fevereiro de 1972) foi um antropólogo conhecido pelo seu papel no desenvolvimento de uma teoria científica de evolução cultural após a segunda guerra mundial. Estudou no Deep Springs College, na Califórnia.
Sua principal obra é a organização de 7 volumes do Handbook of South American Indians, lançados na década de 1940, contendo artigos de grandes etnólogos e antropólogos da época como Curt Nimuendajú e Alfred Métraux.